# Домонтович Степан Іванович
Домонтович Степан Іванович (*1749/1750, Чернігівщина — †після 1807, Кудрівка) — український державний діяч, бунчуковий товариш, земський повітовий суддя Сосницького повіту. Походив з відомої козацької старшинської родини Чернігово-Сіверщини, родоначальником якої був генеральний суддя під час гетьманства Д. Многогрішного та І. Самойловича Іван Михайлович Домонтович (помер 1683). Вихованець Києво-Могилянської академії.

## Біографія
У 1-й половині 60-х років навчався в Києво-Могилянській академії (зокрема, у жовтні 1763 значився серед студентів класу піїтики). По завершенні навчання вступив на службу до Війська Запорозького (1770 одержав звання військового товариша, а 17 грудня 1779 — ранг бунчукового товариша). 
Брав участь у Російсько-турецькій війні 1768-1774, зокрема в Азовському поході російської армії. З 1782 — засідатель Сосницького повітового суду, а 1798 — земський суддя Сосницького повіту. Спільно з братом Ф. Домонтовичем володів селом Кудрівка Сосницького повіту, де й проживав протягом 1784-1798.
Одружений з дочкою земського судді І. Валькевича Варварою. Мав синів Василя Домонтовича (н. 1777), Івана Домонтовича (згадується 1815), Григорія Домонтовича (н. 1801), підпрапорщика російської армії, Олександра (н. 1805), колезького реєстратора, Миколу (1807), колезького реєстратора, та дочку Тетяну Домонтович (н. бл. 1780).